# Didier Tholot
Didier Tholot (Feurs, Loira, 2 d'abril de 1964) és un exfutbolista francès, que actualment entrena el FC Sion. Mentre era al Bordeus, va participar en la final de la Copa de la UEFA de 1996 que el seu equip va perdre per 5-1 contra el Bayern de Múnic.

## Carrera com a entrenador
Tholot va començar la seva carrera com a entrenador l'1 de juliol de 2002, fent de jugador-entrenador al Vevey, i després d'una temporada reeixida, va tornar l'estiu del 2003 al FC Sion també com a jugador-entrenador.
Va entrenar l'FC Sion el 2004 i el 2005 va signar un contracte com a entrenador del Libourne Saint-Seurin, club que va entrenar durant tres temporades, i amb el qual va ascendir el 2007 a laLigue 2.
Tholot va signar el 2008 contracte amb el Reims, i en fou destituït el 25 de desembre de 2008. El 14 d'abril de 2009 fou nomenat entrenador de l'FC Sion,